# Конвой HX 84
Конвой HX 84 (англ. Convoy HX 84) — атлантичний конвой транспортних і допоміжних суден у кількості 38 одиниць, який у супроводженні союзних кораблів ескорту прямував від канадського Галіфаксу до Ліверпуля. Конвой вийшов 28 жовтня 1940 року з Галіфаксу та прибув до Ліверпуля 5 листопада. В ході атаки німецького важкого крейсера «Адмірал Шеєр» і німецької авіації були потоплені 6 транспортних суден, допоміжний крейсер «Джервіс-Бей» та ще одне судно дістало пошкоджень.

## Історія
Конвой HX 84 був 84-м з пронумерованої серії союзних північноатлантичних конвоїв класу HX з переходу торговельних суден з Галіфакса, Нова Шотландія, до Ліверпуля, Англія, під час битви за Атлантику. 28 жовтня 1940 року 38 транспортних суден у супроводі озброєного торгового крейсера «Джервіс-Бей» вирушили з Галіфакса на схід до Ліверпуля.
5 листопада 1940 року німецький кишеньковий лінкор «Адмірал Шеєр» вийшов на конвой і командир союзного конвою капітан Едвард Феген на крейсері «Джервіс-Бей» атакував рейдер, намагаючись затримати ворожий крейсер і дозволити конвою розсіятися. Після 20-хвилиного бою «Джервіс-Бей» затонув із втратою 190 членів екіпажу. Тим не менше, їхня жертва дозволила конвою почати рятуватися. Торгове судно «Біверфорд», озброєне лише двома гарматами, втягнуло німецький корабель до артилерійського поєдинку, який тривав більше чотирьох годин, перш ніж «Біверфорд» був потоплений з усім екіпажем. Це дозволило більшій частині суден відірватися від гонитви. «Адмірал Шеєр» зміг потопити лише шість з 38 суден конвою.
Maiden, Trewellard, Kenbame Head, Beaverford і Fresno були потоплені, а танкер San Demetrio пошкоджений. Його екіпаж покинув «Сан-Деметріо», але через два дні частина екіпажу, яка зараз перебувала у рятувальних човнах, побачила «Сан-Деметріо», все ще на плаву й у вогні. Вони пересили назад на танкер, запустили двигуни та дотягнули серйозно пошкоджене судно до порту. Пізніше цей випадок став основою для сценарію фільму «Сан-Деметріо Лондон».

## Кораблі та судна конвою HX 84

### Транспортні судна
Позначення
| Назва                     | Назва           | Тоннаж (GRT) | Прим.                                      |
| ------------------------- | --------------- | ------------ | ------------------------------------------ |
| Andalusian (1918)         | Велика Британія | 3 082        |                                            |
| Anna Bulgaris (1912)      | Греція          | 4 603        |                                            |
| Athelempress (1930)       | Велика Британія | 8 941        | перейшло з конвою BHX 84                   |
| Atheltemplar (1930)       | Велика Британія | 8 992        | перейшло з конвою BHX 84                   |
| Beaverford (1928)         | Велика Британія | 10 042       | потоплено «Адміралом Шеєр»                 |
| Briarwood (1930)          | Велика Британія | 4 019        |                                            |
| Castilian (1919)          | Велика Британія | 3 067        |                                            |
| Cetus (1920)              | Норвегія        | 2 614        |                                            |
| Cordelia (1932)           | Велика Британія | 8 190        | перейшло з конвою BHX 84. Повернулося      |
| Cornish City (1936)       | Велика Британія | 4 952        |                                            |
| Dan-Y-Bryn (1940)         | Велика Британія | 5 117        |                                            |
| Danae Ii (1936)           | Велика Британія | 2 660        |                                            |
| Delhi (1925)              | Швеція          | 4 571        | перейшло з конвою BHX 84                   |
| Delphinula (1939)         | Велика Британія | 8 120        |                                            |
| Emile Francqui (1929)     | Бельгія         | 5 859        |                                            |
| Empire Penguin (1919)     | Велика Британія | 6 389        |                                            |
| Erodona (1937)            | Велика Британія | 6 207        |                                            |
| Fresno City (1929)        | Велика Британія | 4 955        | потоплено «Адміралом Шеєр»                 |
| Hjalmar Wessel (1935)     | Норвегія        | 1 742        |                                            |
| James J Maguire (1939)    | Велика Британія | 10 525       |                                            |
| Kenbane Head (1919)       | Велика Британія | 5 225        | потоплено «Адміралом Шеєр»                 |
| Lancaster Castle (1937)   | Велика Британія | 5 172        |                                            |
| Maidan (1925)             | Велика Британія | 7 908        | потоплено «Адміралом Шеєр»                 |
| Morska Wola (1924)        | Польща          | 3 208        |                                            |
| Oilreliance (1929)        | Велика Британія | 5 666        | перейшло з конвою BHX 84                   |
| Pacific Enterprise (1927) | Велика Британія | 6 736        | перейшло з конвою BHX 84                   |
| Persier (1918)            | Бельгія         | 5 382        |                                            |
| Puck (1935)               | Польща          | 1 065        |                                            |
| Rangitiki (1929)          | Велика Британія | 16 698       |                                            |
| Saint Gobain (1936)       | Швеція          | 9 959        | перейшло з конвою BHX 84                   |
| San Demetrio (1938)       | Велика Британія | 8 073        | згоріло, пізніше відновлене                |
| Solfonn (1939)            | Норвегія        | 9 925        | перейшло з конвою BHX 84                   |
| Sovac (1938)              | Велика Британія | 6 724        |                                            |
| Stureholm (1919)          | Швеція          | 4 575        | повернулося до Галіфакса                   |
| Trefusis (1918)           | Велика Британія | 5 299        |                                            |
| Trewellard (1936)         | Велика Британія | 5 201        | потоплено «Адміралом Шеєр»                 |
| Varoy (1892)              | Норвегія        | 1 531        |                                            |
| Vingaland (1935)          | Швеція          | 2 734        | потоплено літаками Люфтваффе біля Донегола |

### Кораблі ескорту
| Назва         | Прапор                        | Тип корабля                       | Прим.                                                                            |
| ------------- | ----------------------------- | --------------------------------- | -------------------------------------------------------------------------------- |
| «Джервіс-Бей» | Велика Британія               | допоміжний крейсер                | 28 жовтня-5 листопада; 5 листопада потоплений німецьким крейсером «Адмірал Шеєр» |
| «Коламбія»    | Військово-морські сили Канади | Ескадрений міноносець типу «Таун» | 28-29 жовтня                                                                     |
| «Сен-Франсіс» | Військово-морські сили Канади | Ескадрений міноносець типу «Таун» | 28-29 жовтня                                                                     |

## Кораблі Крігсмаріне
| Назва          | Тип                            | Дії                                   | Прим. |
| -------------- | ------------------------------ | ------------------------------------- | ----- |
| «Адмірал Шеєр» | Важкий крейсер типу «Дойчланд» | потопив 5 суден та допоміжний крейсер |       |